# .ms
.ms és el domini de primer nivell territorial (ccTLD) de l'illa de Montserrat.
Microsoft l'ha utilitzat en projectes com ara ch9.ms o sdrv.ms. Hi ha webs relacionats amb l'estat americà de Mississipi que també utilitzen el domini .ms perquè MS és l'abreviatura oficial del nom de l'estat. Algunes empreses i organitzacions de la ciutat alemanya de Münster també l'utilitzen, perquè és el codi de les matrícules de la ciutat.

## Dominis de segon nivell
- .co.ms
- .com.ms
- .org.ms